# Midsund
Midsund er en økommune i Romsdal i Møre og Romsdal fylke i Norge. Den er omgivet af kommunerne Aukra (mod nord og øst), Molde i øst, Vestnes (syd), Haram (sydvest) og Sandøy (vest).
1. januar 2020 bliver Molde, Midsund og Nesset kommuner lagt sammen.
Kommunen består af øerne Dryna, Midøy og Otrøy, der er forbundet med broer samt de to små øer Tautra og Magerøy.
Midøy og Otrøy har udprægede fjeldmassiver, specielt Opstadhornet, som forventes at falde i fjorden og skabe store ødelæggelser syd over mod Rekdal og ind over Moldefjorden.
Der er påvist bosættelser fra stenalderen, 6-8000 år f.Kr., samt fra 1400-tallet. Stengærdet, som markerer grænsen mellem Danmark-Norge og Sverige, er stadig synlig på Midøy. Denne var gældende for perioden 26. februar 1658 til 27. maj 1660. Tidligere var øerne en del af kommunen Akerø, men ved delingen i 1924 blev Akerø inddelt i Nord-Aukra og Sør-Aukra (nordlige Midøy fra nævnte rigsgrænse, samt Otrøy). Sydlige Midøy og Dryna blev overført til kommunen Vatne. I 1965 skiftede Sør-Aukra navn til det nuværende Midsund og fik samtidig overført resten af Midøya og Dryna fra Vatne.
Det er bygget omfattende vejnet med broer Dryna-Midøy og Midøy-Otrøy. Færge Dryna-Brattvåg (til Sunnmøre) og Solholmen (Otrøy) til Mordalsvågen (mod Molde).
Kommunecentret er 6475 Midsund beliggende på Otrøy. Her findes også Otrøy kirke (1878) og Nord-Heggdal kapel (1974). På Midøy ligger Søre Midøy kapel.
Erhvervslivet er præget af fiskeri, opdræt, landbrug og havrelateret mekanisk industri.